# Claude Calame
Claude Calame (* 1943 in Lausanne) ist ein Schweizer Gräzist, Semiotiker und Kulturanthropologe.

## Leben
Claude Calame hat an der Universität Lausanne Klassische Philologie studiert und 1966 die licence erworben. Es folgten Postgraduiertenaufenthalte an der École des hautes études en sciences sociales, Paris, und dem University College London. 1968 war er wissenschaftlicher Mitarbeiter am Lexikon des frühgriechischen Epos in Hamburg, von 1970 bis 1974 Lehrbeauftragter für Gräzistik an der Universität Urbino in Italien. Von 1975 bis 1984 unterrichtete er alte Sprachen am Collège de Béthusy in Lausanne. Von 1976 bis 1981 war er Präsident der Association Suisse de Sémiotique. 1977 wurde er an der Universität Lausanne mit einer Arbeit zum frühgriechischen Lyriker Alkman und seinen Mädchenchören zum Docteur ès Lettres promoviert. Im Winter 1981/82 führte er im Rahmen von anthropologischen Untersuchungen Feldforschung in der Region des Sepik in Papua-Neuguinea durch.
Von 1984 bis 2003 war er Professor für griechische Sprache und Literatur an der Universität Lausanne, nahm aber auch verschiedene Gastprofessuren und Forschungsaufenthalte im Ausland wahr (Harvard 1992, Lille 1993/1994, Yale 1998). 1997 war er Mitglied des Institute for Advanced Study. Von 1994 bis 1997 war er Präsident des Département Interfacultaire d’Histoire et de Sciences des Religions an der Universität Lausanne und gehörte bei der Gründung 1999 dem wissenschaftlichen Beirat des Observatoire des religions en Suisse an.
Im Winter 1991/92 wurde er als Directeur d’études an die École des hautes études en sciences sociales (Section des Sciences Religieuses) in Paris eingeladen, im Winter 1998/99 erneut ernannt und 2001 fest angestellt. Seitdem ist er zugleich mit dem Centre Louis-Gernet de recherches comparées sur les sociétés anciennes verbunden, das im Centre Anthropologie et Histoire des Mondes Antiques (AnHiMA) aufgegangen ist. Inzwischen ist er emeritiert.
Calame engagiert sich über die Fachgrenzen hinaus in gesellschaftlichen und politischen Fragen in veröffentlichten Stellungnahmen (Kritik des Neoliberalismus und der Schweizer Asylpolitik) und in öffentlichen Debatten, insbesondere im Rahmen der globalisierungskritischen Nichtregierungsorganisation ATTAC.

## Forschungsschwerpunkte
Schwerpunkt von Calames Arbeiten ist die semiotisch, anthropologisch und pragmatisch angelegte Untersuchung von Gesellschaft und Mythologie des antiken Griechenlands. Im Gegensatz zum Strukturalismus von Claude Lévi-Strauss legt Calame großen Wert auf die jeweiligen Kontexte der énonciation („Äußerung“) von Mythenerzählungen, den jeweiligen Sitz im Leben, den er mit philologischer Genauigkeit eruiert. Der Ausdifferenzierung seiner Methodik widmet Calame dabei regelmäßig große Aufmerksamkeit. Seine Interpretation der edukativen und initiatorischen Funktion der Partheneia (Mädchenchöre) des spartanischen Lyrikers Alkman aus dem 7. Jahrhundert v. Chr. stellte in dieser Hinsicht einen Paradigmenwechsel in der Interpretation der frühgriechischen Lyrik dar. In den rites de passage erkannte Calame Elemente archaischer Stammesinitiationen. Weitere Arbeiten zum Athener Nationalhelden Theseus und zur griechischen Stadt Kyrene in Nordafrika sind der pragmatischen Verbindung von Mythos und historischem Kult gewidmet. Was Theseus betrifft, konnte er zeigen, dass im 6. und 5. Jahrhundert in Athen traditionelles mythisches Material der Archaik in rituellem und institutionellem Kontext zu einer nationalen Mythologie des Helden uminterpretiert wurde. Anhand weiterer Beispiele entwickelt Calame in diesem Sinne eine pragmatische und anthropologische Poetik der altgriechischen Mythen. In seiner Studie zum Eros der Griechen arbeitet Calame eine Physiologie der Liebe, die Funktion des Eros in Dichtung und bildlicher Darstellung, die Institutionen, welche er unterstützt, den Raum, in dem er seine Macht ausübt, und seine initiatorische Funktion bei den Philosophen und den Orphikern heraus. Zuletzt widmete er den miteinander verbundenen Kategorien von Raum und Zeit in der frühgriechischen Dichtung (Hesiod, Bakchylides), der Begründung von Raum und Zeit in der Gründung der Kolonie Kyrene und der zeitlichen Ausrichtung der Sprache in dem orphischen Goldblättchen aus Hipponion eine umfangreiche Arbeit.

## Schriften (Auswahl)
Monographien
- Etymologicum Genuinum: les citations de poètes lyriques. Edizioni dell' Ateneo, Rom 1970.
- Les Chœurs de jeunes filles en Grèce archaïque. 2 Bände (Bd. 1: Morphologie, fonction religieuse et sociale; Band 2: Alcman). Ateneo, Rom 1977.
  - Englische Übersetzung des ersten Bandes: Choruses of Young Women in Ancient Greece. Translated by Derek Collins and Janice Orion. Rowman & Littlefield, Lanham, New York, Oxford 1996; new and revised edition 2001, Centre for Hellenic Studies, Vorschau; (Auszüge online). – Rez. von André Lardinois, in: Bryn Mawr Classical Review 97.9.27
- Le Récit en Grèce ancienne. Énonciations et représentations de poètes. Klincksieck, Paris 1986; deuxième édition revue et augmentée, Belin, Paris 2000.
  - Italienische Übersetzung: Il racconto in Grecia. Enunciazioni e rappresentazioni di poeti. Traduzione di Maria Rosaria Falivene. Laterza, Roma, Bari 1988.
  - Englische Übersetzung: The Craft of Poetic Speech in Ancient Greece. Translated by Janice Orion. Cornell University Press, Ithaca NY, London 1995, (Auszüge online). – Rez. von: Eric Casey, in: Bryn Mawr Classical Review 97.6.4.
- Thésée et l'imaginaire athénien. Légende et culte en Grèce classique. Preface de Pierre Vidal-Naquet. Payot, Lausanne 1990, zweite Auflage 1996. – Rez. von Vinciane Pirenne-Delforge, in: Kernos 6, 1993, (download); Pascal Payen, in: Revue de l'histoire des religions 210, 1993, S. 93–99, (online); Philippe Borgeaud, in: History of Religions 41, 2001, S. 81–84, (online); Anton Bierl, in: Bryn Mawr Classical Review 02.05.04; Patrick Kaplanian, in: L’Homme 164, 2002, (online).
- I Greci e l’eros. Simboli, pratiche, luoghi. Laterza, Roma – Bari 1992.
  - Französische Fassung: L'Éros dans la Grèce antique. Belin, Paris 1996, zweite erweiterte Auflage. 2001; als Taschenbuch: 2009. – Rez. von André Motte, in: Kernos 11, 1998, (download).
  - Englische Übersetzung: The Poetics of Eros in Ancient Greece. Translated by Janet Lloyd. Princeton University Press, Princeton 1999, (Auszüge online). – Rez. von Simon Goldhill, in: Classical Philology 95, 2000, S. 358–362, (online); Christina Clark, in: Bryn Mawr Classical Review 1999.08.11.
  - Spanische Übersetzung: Eros en la antigua Grecia. Madrid, AKAL, 2002.
  - Rumänische Übersetzung: Eros în Grecia antică. Traducere de Margareta Sfirschi-Lăudat. Symposion, Bukarest 2004.
  - Griechische Übersetzung:  Ο Έρωτας στην Αρχαία Ελλάδα. Metaichmio, Athen 2006.
- Mythe et histoire dans l'Antiquité grecque. La création symbolique d'une colonie. Payot, Lausanne 1996. Deuxième édition Les Belles Lettres, Paris 2011. – Rez. von Claudio Parisi Presicce, in: Kernos 11, 1998, (online).
  - Italienische Übersetzung: Mito e storia nell'Antichità greca. Traduzione di Elisabetta Savoldi. Dedalo, Bari, 1999.
  - Englische Übersetzung: Myth and History in Ancient Greece. The Symbolic Creation of a Colony. Princeton, 2003. – (Als zweite Auflage des französischen Originals anzusehen) – Rez. von Evangelia Anagnostou-Laoutides, in: Bryn Mawr Classical Review 2004.11.34; Erwin Cook, in: Bryn Mawr Classical Review 2004.11.36.
- Poétique des mythes en Grèce antique. Hachette, Paris 2000.
  - Englische Übersetzung: Greek Mythology: Poetics, Pragmatics and Fiction. Translated by Janet Lloyd. Cambridge University Press, Cambridge/New York 2009, (online). – (Als zweite Auflage des französischen Originals anzusehen) – Rez. von Sterling Garnett, in: Bryn Mawr Classical Review 2010.02.55.
  - Italienische Übersetzung: Poetiche dei miti nella Grecia antica. Argo, Lecce 2011.
- mit Francis Affergan, Silvana Borutti, Ugo Fabietti, Mondher Kilani, Francesco Remotti: Figures de l’humain. Les représentations de l’anthropologie. Éditions de l’EHSS, Paris 2003.
- Pratiques poétiques de la mémoire. Représentations de l’espace-temps en Grèce ancienne. La Découverte, Paris 2006, ISBN 2-7071-4798-2, (Inhaltsverzeichnis). – Rez. von Vinciane Pirenne-Delforge, in: Kernos 20, 2007, (online); Emma M. Griffiths, Bryn Mawr Classical Review 2007.04.05; Bernard Mezzadri, in: L’Homme 184, 2007, 289–294, (online)..
- Masques d’autorité. Fiction et pragmatique dans la poétique grecque. Les Belles Lettres, Paris 2005. – (Sammlung von Aufsätzen aus den Jahren 1986 bis 1997).
  - Englische Übersetzung: Masks of Authority. Fiction and Pragmatics in Ancient Greek Poetics. Translated from the French by Peter M. Burk. Cornell University Press, Ithaca NY – London 2005. – Rez. von Helen Van Noorden, in: Bryn Mawr Classical Review 2005.09.36.
  - Englische Übersetzung: Poetic and Performative Memory in Ancient Greece. Heroic Reference and Ritual Gestures in Time and Space. Harvard University Press, Cambridge Mass. – London 2009.
- Sentiers transversaux. Entre poétiques grecques et politiques contemporaines. Jérôme Millon éd., Paris 2008, (online). – (von Calames Schülern David Bouvier, Martin Steinrück und Pierre Voelke herausgegebene Sammlung von Aufsätzen Calames zum griechischen Altertum, zur Methodik seiner Erschließung und zur aktuellen politischen Situation) – Rez. von Sébastien Dalmon, in: Bryn Mawr Classical Review 2012.06.47; Vinciane Pirenne-Delforge, in: Kernos 22, 2009, (online).
- Prométhée généticien. Profits techniques et usages des métaphores. Les Belles Lettres, Paris 2010. – Rez. von Aurian Delli Pizzi, in: Kernos 24, 2011, (online); María Inés Moretti, in: Synthesis 19, 2012, S. 125–128, (online).
- Qu'est-ce que la mythologie grecque? Gallimard, Paris 2015, ISBN 978-2-0704-4578-3. (Inhaltsverzeichnis)
- Tragédie chorale : poésie grecque et rituel musical. Les Belles Lettres, Paris 2017, ISBN 978-2-2514-4704-9. – Rez. von Louise Bruit Zaidman, in: Bryn Mawr Classical Review 2017.11.55; Dina Bacalexi, in: Revue des Études Anciennes 2018, (online).

Textedition
- Alcman. Texte critique, témoignages, traduction et commentaire. Ateneo, Rom 1984.

Herausgeberschaften
- (Hrsg.): Rito e poesia corale in Grecia. Guida storica e critica. Laterza, Roma-Bari 1977.
- (Hrsg.): L'amore in Grecia. Laterza, Roma-Bari 1983, vier Auflagen, zuletzt 2006.
- (Hrsg.): Métamorphoses du mythe en Grèce antique. Labor & Fides, Genève 1988. – Rez. von Catherine Darbo-Peschanski, in: Revue de l'histoire des religions 209, 1992, S. 67–73, (online).
- mit Jean-Michel Adam, Marie-Jeanne Borel und Mondher Kilani (Hrsg.): Le Discours anthropologique. Description, narration, savoir. Klincksieck, Paris 1990, zweite Auflage. Payot, Lausanne 1995. – Rez. von Pascal Payen, in: L'Homme 34, 1994, S. 153–155, (online).
- (Hrsg.): Figures grecques de l'intermédiaire. Études de Lettres-Belles Lettres, Lausanne-Paris 1992. – Rez. von Gérald Purnelle, in: Kernos 6, 1993, (online).
- mit David Bouvier (Hrsg.): Philosophes et historiens anciens face aux mythes. Études de Lettres-Belles Lettres, Lausanne-Paris 1998.
- mit Mondher Kilani (Hrsg.): La Fabrication de l'humain dans les cultures et en anthropologie. Études de Lettres-Belles Lettres, Lausanne-Paris 1999. – Rez. von: Colette Jourdain-Annequin, in: Anabases 3, 2006, (online).
- mit Philippe Borgeaud und André Hurst (Hrsg.): L’Orphisme et ses écritures. Nouvelles recherches. In: Revue de l’histoire des religions, Band 219, Nr. 4, 2002, (online). – (Themenheft zur Orphik mit Beiträgen von Claude Calame, Alberto Bernabé, Luc Brisson, Christoph Riedweg, Jean Rudhardt und Jean-Michel Roessli)
- mit Roger Chartier (Hrsg.): Identités d’auteur dans l’Antiquité et la tradition européenne. Millon, Grenoble 2004. – Rez. von Ioanna Papadopoulou-Belmehdi, in: Kernos 19, 2006, (online); Malika Bastin-Hammou, in: Anabases 2, 2005, (online); Daniel Donnet, in: L’Antiquité Classique 75, 2006, S. 676–678, (online).
- (Hrsg.): Poétique d’Aristophane et langue d’Euripide en dialogue. Études de Lettres-Belles Lettres, Lausanne-Paris 2004. – Rez. von Ioanna Papadopoulou-Belmehdi, in: Kernos 19, 2006, (online); Keith Sidwell, in: Classical Review 57, 2007, S. 295–296.
- mit Maya Burger (Hrsg.): Comparer les comparatismes. Perspectives sur l’histoire et les sciences des religions. Edidit – Arché, Paris-Mailand 2006. – Rez. von Regis Le Mer, in: Archives de sciences sociales des religions 148, 2009, (online); Corinne Bonnet, in: Anabases 6, 2007, (online).
- mit Bruce Lincoln (Hrsg.): Comparer en histoire des religions antiques. Controverses et propositions. Presses Universitaires de Liège, Liège 2012 (Collection religions: comparatisme, histoire, anthropologie, 1). – Rez. von Deborah Lyons, in: Bryn Mawr Classical Review 2013.11.15.

Gesellschaftskritik
- (Hrsg.): Identités de l’individu contemporain. Éd. Textuel, Paris 2008, . – Rez. von Monique Bile, in: Questions de communication 14, 2008, (online).
- ATTAC (Hrsg.): Le capitalisme contre les individus: repères altermondialistes. Éd. Textuel, Paris 2010 (Beiträge von Claude Calame, Christiane Casteljon, Philippe Corcuff u. a.).